# Filip Müller
Pour les articles homonymes, voir Müller.
Filip Müller (né le 3 janvier 1922 à Sered, dans l'actuelle Slovaquie - 9 novembre 2013) est l’un des survivants du camp de concentration et d’extermination nazi d’Auschwitz en Pologne. Il est en particulier l’un des 98 prisonniers[réf. nécessaire] ayant été affectés aux Sonderkommandos et ayant survécu.
Filip Müller est l’un des principaux témoins de l’extermination à Auschwitz I et II (Auschwitz-Birkenau). Son témoignage a pris diverses formes : oralement lors du procès d’Auschwitz à Francfort ou en 1985 dans Shoah, le documentaire du cinéaste français Claude Lanzmann, et par écrit avec la rédaction d'un témoignage Trois ans dans une chambre à gaz d'Auschwitz, paru en 1979 en Allemagne et en 1980 en France.

## Biographie

### 1942-1945: Prisonnier au camp d'Auschwitz
Le 13 avril 1942, Filip Müller, qui n'a que vingt ans, arrive à Auschwitz avec l’un des premiers transports de Juifs slovaques. Sur ce convoi de 1 000 personnes, 10 sortiront vivants du camp en 1945[réf. nécessaire].

Dans le camp d'Auschwitz, les prisonniers étaient marqués par tatouage. Filip Müller se voit attribuer et tatouer sur le bras le matricule 29 236. Puni (pour avoir voulu boire du thé), il est affecté en mai 1942 à l’un des premiers Sonderkommandos, qui n'était alors composé que de deux équipes de quelques hommes dont le travail imposé était la crémation des corps des prisonniers morts dans le camp.
Filip Müller est ainsi le témoin de la mise en place, par un processus progressif, des modalités de l’extermination par balles (pour les groupes de moins de 200 personnes) et au gaz (pour les plus grands groupes), qui ont lieu au K I (premier crématoire du camp) dont la morgue a été aménagée en chambre à gaz. Bien que progressive, cette mise en place est rapide. Heinrich Himmler, dirigeant des SS et de la Gestapo, avait en effet annoncé « la solution finale de la question juive » à Rudolf Höß, le commandant du camp d’Auschwitz : des transports de déportés Juifs allaient donc commencer à arriver quotidiennement en vue de leur extermination.
Filip Müller croit alors pouvoir échapper à l’horreur du Sonderkommando : il soudoie à cette fin un prisonnier qui a le pouvoir de l'affecter à un autre kommando. Cette occasion est tout à fait exceptionnelle : les membres des Sonderkommandos étaient régulièrement exécutés, afin qu’il n’y ait aucun témoin de l’extermination. On considère que de 2 000 à 2 200 prisonniers ont été affectés aux Sonderkommandos pour le seul camp d’Auschwitz. Une fois affecté à un Sonderkommando, il était impossible de le quitter. Filip Müller est la seule exception à ce principe connue à ce jour. Ce n’est explicable que parce qu’il a intégré l’un des premiers Sonderkommandos, qui ne portaient pas encore ce nom mais celui de « Krematoriums Kommandos », il ne s'agissait alors pas encore de la solution finale. Très vite, les membres du Sonderkommando seront totalement isolés des autres prisonniers du camp afin d’éviter tout contact au maximum.
Filip Müller va alors être envoyé à la Buna d’Auschwitz III Monowitz mais les conditions de travail (la Vernichtung durch Arbeit, soit l'extermination par le travail) et un accident ont pour conséquence qu'il est envoyé à l’hôpital de Birkenau. Il est alors un Muselmann c'est-à-dire, dans le langage du camp, un homme à bout de forces physique et mentale. De nouveau, la chance va intervenir, car un de ses amis y est médecin et réussira à le faire sortir de l'infirmerie (Revier), ce prétendu hôpital où l’on ne peut guère soigner, étant donné les conditions qui y règnent, et que l’on ne quitte, dans la plupart des cas, que pour être envoyé à la chambre à gaz.
À l'été 1943, un SS reconnaît Filip Müller, alors au kommando des éplucheurs de pommes de terre, et il est renvoyé au Sonderkommando. Il est affecté durant quelques semaines au Krematorium K II (qui fonctionne depuis mars 1943) puis définitivement au K V. Quatre Krematoriums (complexes de mise à mort composés d'un vestiaire, d'une ou plusieurs chambres à gaz et d'une salle des fours) ont en effet été construits à Birkenau entre la fin 1942 et le printemps 1943.
Filip Müller a été affecté au Sonderkommando en guise de punition, mais les membres des Sonderkommandos étaient toujours affectés par le processus de « sélection » comme pour tous les autres Kommandos. Ils ignoraient ce qu’ils allaient devoir faire. Ils étaient choisis sur des critères de jeunesse et de robustesse apparente et découvraient avec horreur ce que serait leur « travail » : sortir les corps des chambres à gaz, vérifier la présence d’or (dentaire inclus) et tous objets de valeur qui seraient remis aux SS, tondre les cheveux des femmes puis incinérer les corps. À sa libération, Filip Müller racontera comment la torture et la mort ont été réservées aux membres des Sonderkommandos qui s'étaient risqués à conserver un objet de valeur afin de tenter de l’échanger.
Ces hommes n’avaient d’autre choix que l’obéissance ou la mort immédiate, et l’ensemble des témoignages des survivants, qu’ils aient été membres d'un Sonderkommando ou non, montre comment la volonté de vivre est d’une puissance extraordinaire, quelle que soit la situation vécue.
En avril 1944, son ami Alfred Wetzler réussit une évasion avec Walter Rosenberg (Rudolf Vrba). Filip Müller lui avait remis toutes sortes d’informations (un plan des Krematoriums, une évaluation de l’extermination selon ce qu’il pouvait voir et savoir des convois arrivant aux K IV et V, etc). Wetzler et Vrba devaient en effet rédiger un rapport destiné à informer le monde de ce qui se passait quotidiennement à Auschwitz, afin d’essayer d’éviter aussi la déportation et l’extermination des Juifs de Hongrie. Bien que ce rapport fût rédigé, il resta sans effet, pour des raisons expliquées par Rudolf Vrba dans son récit Je me suis évadé d'Auschwitz.
Filip Müller témoigne aussi de la liquidation du camp des familles de Theresienstadt (transférées du camp tchèque quelques mois plus tôt) et du camp des Tziganes, deux groupes vivant à Birkenau dans des conditions particulières qui furent finalement menés aux chambres à gaz pour la plupart.
Il évoque également la révolte du Sonderkommando le 7 octobre 1944. Il y avait alors 663 prisonniers au Sonderkommando, répartis sur les quatre Krematoriums. À l’issue de cette révolte, trois SS ont été tués, le K IV a été détruit mais personne n'a pu s'enfuir. Seuls 200 prisonniers ont été gardés en vie au Sonderkommando parce qu'ils n'étaient pas suspectés d'avoir participé à la révolte, soit parce qu'ils avaient été enfermés dans leur crématoire, soit parce qu'ils n'en avaient pas vu le déclenchement. En novembre 1944, après les derniers gazages, les K II et III sont démolis et la moitié des hommes du Sonderkommando sont tués. 70 sont affectés aux travaux de démolition et 30 autres – dont Filip Müller - au service du K V qui restera en fonctionnement jusqu’à l’évacuation le 18 janvier 1945 pour assurer la crémation des corps des prisonniers mourant dans le camp. Ces cent prisonniers[réf. souhaitée] - les seuls survivants des Sonderkommandos - réussiront à se mêler aux autres prisonniers du camp dans la confusion générale lors de l’évacuation du camp devant l’avancée des troupes soviétiques.
Durant cette évacuation qu'on a appelée « marche de la mort », les prisonniers sont contraints de marcher vers l'Ouest, et ceux qui ne peuvent suivre parce qu'épuisés sont abattus. Filip Müller ira ainsi à Mauthausen puis à Melk et à Gusen (en Autriche) où à nouveau une interminable colonne de prisonniers est jetée sur les routes pour des journées de marche. Ils arriveront dans un camp Gunskirchen où baraquements et miradors sont en place sans présence de SS. C’est là qu’il sera libéré. Son livre se termine sur ces phrases : « Je n’étais plus qu’une épave vivante (…) même plus capable de ressentir une émotion (…) je regardais au loin, dans le vide, incapable de réaliser que j’avais définitivement échappé au Sonderkommando d’Auschwitz. »

### Son témoignage après la guerre
Filip Müller a été suivi médicalement durant des années après la guerre. Il livre pourtant son premier témoignage à Prague en Tchécoslovaquie en 1946, alors qu’il est gravement malade. Sorti des hôpitaux en 1953, il viendra au procès d’Auschwitz à Francfort (d'octobre 1963 à août 1965) où il témoignera les 5 et 8 octobre 1964. « Das war meine Aufgabe » (« C’était mon devoir »), dira-t-il plus tard.
Simultanément, constatant la méconnaissance des Sonderkommandos, il lui paraît nécessaire de témoigner de ce qu'il a vécu et il commence à rédiger des notes qui seront la trame de son futur livre. Il y travaillera plusieurs années. Cet ouvrage s'avère en effet être une pièce maîtresse dans l'étude du sujet pour les historiens. En 1969, du fait des évènements qui secouent Prague, il quitte sa ville et s’installe en Allemagne de l'Ouest. Enfin, dans le film de Claude Lanzmann, Shoah, tourné entre 1974 et 1985, Filip Müller livre un témoignage qui constitue certainement l'un des moments les plus forts de l'œuvre du cinéaste français. Lanzmann définit Müller comme « le plus humain des humains ».

## Ouvrages
- (de) Sonderbehandlung. Drei Jahre in den Krematorien und Gaskammern von Auschwitz, deutsche Bearbeitung von Helmut Freitag, Steinhausen, München 1979.
- (en) Auschwitz Inferno. The testimony of a Sonderkommando, London 1979
- (en) Eyewitness Auschwitz - Three Years in the Gas Chambers, Ivan R. Dee & in association with the United States Holocaust Memorial Museum: Chicago, 1999 (trans. Routledge & Kegan Paul Ltd. and Susanne Flatauer from the original published in 1979)  (ISBN 1-56663-271-4)
- Trois ans dans une chambre à gaz d’Auschwitz, préface Claude Lanzmann, Ed Pygmalion, Paris, 1980  (ISBN 2-85704-078-4).